# U-1059
| U-1059                     | U-1059                                           | U-1059                                           |
| -------------------------- | ------------------------------------------------ | ------------------------------------------------ |
|                            |                                                  |                                                  |
|                            |                                                  |                                                  |
|                            |                                                  |                                                  |
| Під прапором               | Третій рейх                                      | Третій рейх                                      |
| Спуск на воду              | 12 березня 1943 року                             | 12 березня 1943 року                             |
| Виведений зі складу флоту  | 19 березня 1944 року                             | 19 березня 1944 року                             |
| Сучасний статус            | затоплений                                       | затоплений                                       |
| Проєкт                     |                                                  |                                                  |
| Тип ПЧ                     | Дизельний підводний човен                        | Дизельний підводний човен                        |
| Основні характеристики     |                                                  |                                                  |
| Швидкість (надводна)       | 17,6 вузлів                                      | 17,6 вузлів                                      |
| Швидкість (підводна)       | 7,9 вузлів                                       | 7,9 вузлів                                       |
| Робоча глибина занурення   | 100 м                                            | 100 м                                            |
| Гранична глибина занурення | 200 м                                            | 200 м                                            |
| Екіпаж                     | 46 осіб                                          | 46 осіб                                          |
| Розміри                    |                                                  |                                                  |
| Довжина найбільша (по КВЛ) | 77,6 м                                           | 77,6 м                                           |
| Ширина корпусу найб.       | 7,3 м                                            | 7,3 м                                            |
| Висота                     | 9,6 м                                            | 9,6 м                                            |
| Середня осадка (по КВЛ)    | 4,9 м                                            | 4,9 м                                            |
| Водотоннажність надводна   | 1084 т                                           | 1084 т                                           |
| Озброєння                  |                                                  |                                                  |
| Артилерія                  | одна 88-мм гармата та одна 20-мм зенітна гармата | одна 88-мм гармата та одна 20-мм зенітна гармата |
| Торпедно- мінне озброєння  | 4 носових та 1 кормовий ТА. 39 торпед            | 4 носових та 1 кормовий ТА. 39 торпед            |

U-1059 — німецький підводний човен типу VIIF, часів  Другої світової війни.
Замовлення на будівництво човна було віддане 25 серпня 1941 року. Човен був закладений на верфі «F. Krupp Germaniawerft AG» у місті Кіль 4 червня 1942 року під заводським номером 693, спущений на воду 12 березня 1943 року, 1 травня 1943 року увійшов до складу 5-ї флотилії. За час служби також перебував у складі 12-ї флотилії.
Човен зробив 1 бойовий похід, не потопивши та не пошкодивши жодного судна.
Потоплений 19 березня 1944 року південно-західніше Кабо-Верде (13°10′ пн. ш. 33°44′ зх. д. / 13.167° пн. ш. 33.733° зх. д.) глибинними бомбами бомбардувальників «Евенджер» і «Вайлдкет» з ескортного авіаносця ВМС США «Блок Айленд». 47 членів екіпажу загинули, 8 врятовані.

## Командири
- Оберлейтенант-цур-зее Герберт Брюнінггаус (1 травня — 30 вересня 1943)
- Оберлейтенант-цур-зее Гюнтер Лойпольд (1 жовтня 1943 — 19 березня 1944)